# Большие Туляны
Большие Туля́ны — посёлок в Рассказовском районе Тамбовской области России. Входит в состав Нижнеспасского сельсовета. Пригород города Рассказово.

## География
Посёлок находится в центральной части региона, в лесостепной зоне, в пределах Тамбовской равнины на реке Лесной Тамбов.

### Климат
Климат характеризуется как умеренно континентальный, с относительно жарким летом и холодной продолжительной зимой. Среднегодовая температура воздуха — 5,4 °С. Средняя температура воздуха самого тёплого месяца (июля) — 19,9 °C (абсолютный максимум — 38,4 °С); самого холодного (января) — −10 °C (абсолютный минимум — −36,9 °С). Безморозный период длится 145—155 дней. Длительность вегетационного периода составляет 180—185 дней Среднегодовое количество атмосферных осадков составляет 525 мм, из которых 342 мм выпадает в период с апреля по октябрь. Снежный покров образуется в последней декаде ноября — начале декабря и держится в течение 125—130 дней.

## История
Впервые упоминаются в итоговой ведомости ревизии 1767 года. В деревне в 10 домах жили однодворцы мужского пола — 40, женского пола — 33 человека и дворовых людей было 45 (мужского пола — 21, женского пола — 24).
По ревизии 1782 года в Тулянах по-прежнему проживали однодворцы (21 дом). В числе домохозяев были: Захаров Антон, Удалов Федор, Алехины Василий и Зот, Чернов Иван, Васильев Федор, Прохоров Савелий и другие. Ревизию 1767 года они проходили в селе Подоскляй, впоследствии стали первыми жителями села Туляны.

## Население
| 2010 |
| ---- |
| 102  |

По епархиальным сведениям 1911 года в Больших Тулянах числилось 70 крестьянских дворов с населением: мужского пола — 307, женского пола — 287 человек.

## Инфраструктура
Личное подсобное хозяйство.

## Транспорт
Просёлочная дорога. Ближайшая остановка общественного транспорта «Улица Мухортова» находится в шаговой доступности в микрорайоне Чибизовка г. Рассказово.